# پایگاه آب‌نشین خلیج فونتر
پایگاه آب‌نشین خلیج فونتر (به انگلیسی: Funter Bay Seaplane Base) یک فرودگاه همگانی با کد یاتا FNR است که یک باند فرود آب دارد و طول باند آن ۳۲۰۰ متر است. این فرودگاه در کشور ایالات متحده آمریکا قرار دارد و در ارتفاع ۰ متری از سطح دریا واقع شده‌است.

## شرکت‌های هواپیمایی و مقصدهای پروازی
The following شرکت هواپیمایی service is subsidized by the وزارت ترابری ایالات متحده آمریکا via the Essential Air Service program.
| شرکت‌های هواپیمایی | مقصدهای پروازی |
| ----------------- | -------------- |
| Ward Air          | جونو           |